# 斯特凡·布罗宁克
斯特凡·布罗宁克（荷蘭語：Stefan Broenink，1990年9月19日—），荷兰男子赛艇运动员，2020年夏季奥林匹克运动会男子双人双桨银牌得主、2024年夏季奥林匹克运动会男子双人双桨银牌得主。